# Ratkovo (Slowakei)
Ratkovo (ungarisch Vágratkó – bis 1907 Rattkó) ist eine Gemeinde im Norden der Slowakei mit 213 Einwohnern (Stand 31. Dezember 2024), die zum Okres Martin, einem Teil des Žilinský kraj, gehört und zur traditionellen Landschaft Turz gezählt wird.

## Geographie

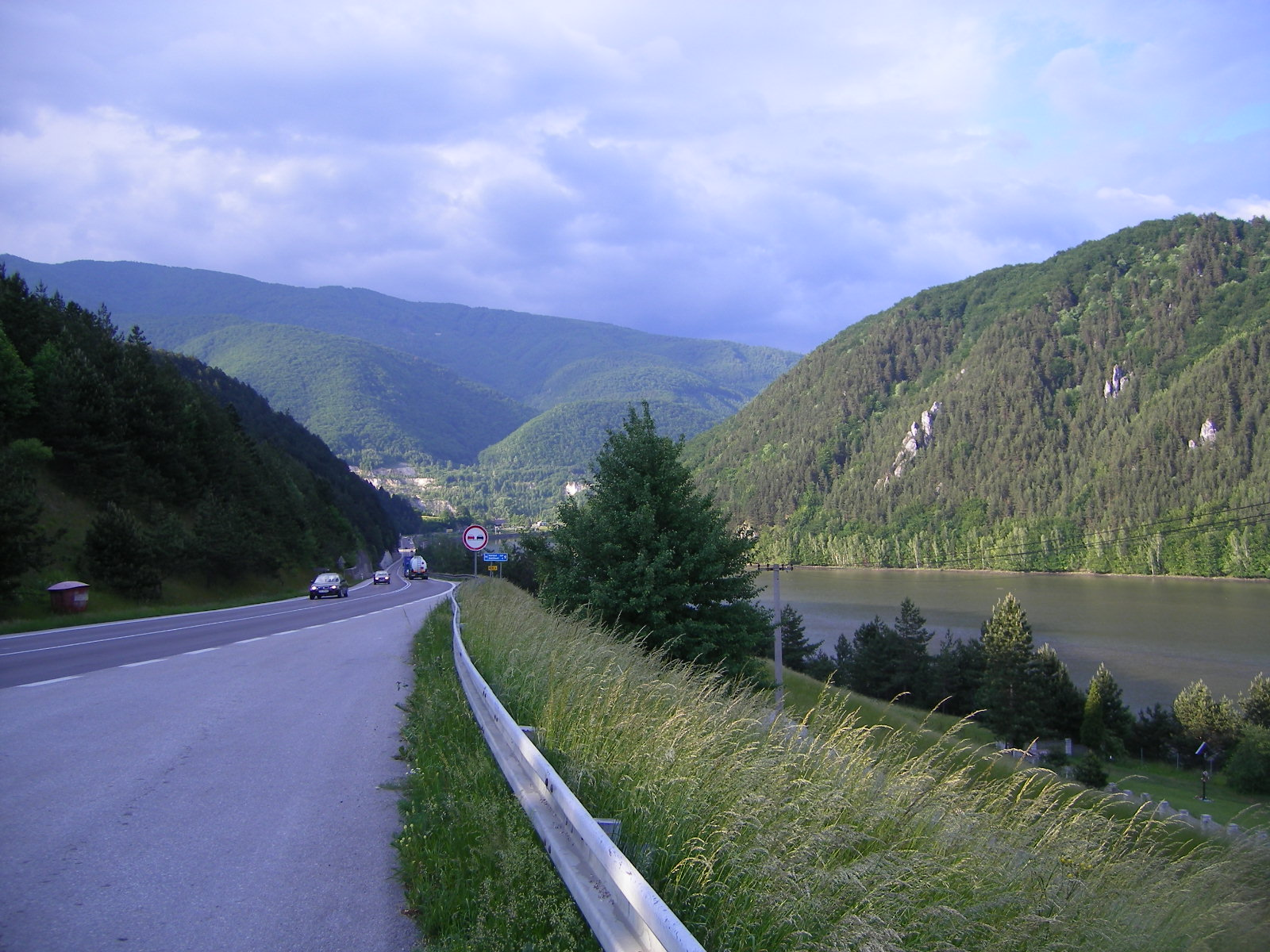
Blick bei Ratkovo an der Cesta I. triedy 18 (I/18) Richtung Kraľovany

Die Gemeinde befindet sich in der Nordostecke des Turzbeckens (slowakisch Turčianska kotlina) am rechten Ufer der hier im Stausee Krpeľany aufgestauten Waag. Sie liegt an der Stelle, wo sich das Becken zwischen der Kleinen Fatra im Norden und der Großen Fatra im Osten verengt. Das Ortszentrum liegt auf einer Höhe von 460 m n.m. und ist 19 Kilometer von Martin entfernt.
Nachbargemeinden sind Šútovo im Norden, Krpeľany im Osten und Turany im Süden und Westen.

## Geschichte

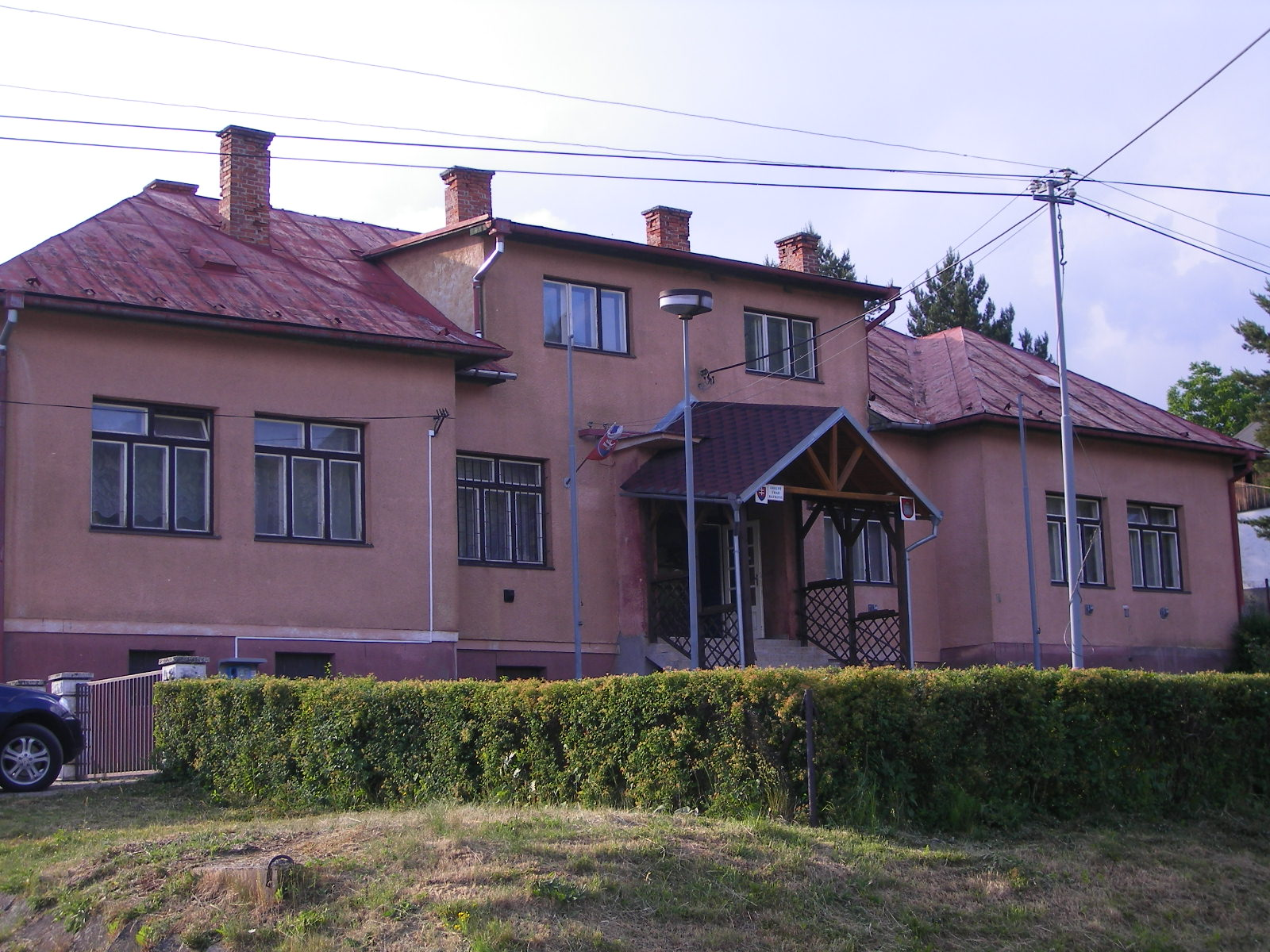
Sitz der Gemeindeverwaltung

Auf dem heutigen Gemeindegebiet stand um die Zeitenwende eine Siedlung der Puchauer Kultur.
Der Ort wurde zum ersten Mal 1489 als Rathkow schriftlich erwähnt und gehörte damals zum Gut der Familie Révay. Ratkovo zählte zu den kleineren Dörfern, so hatte es beispielsweise 1620 nur drei Häuser, die dann zudem durch ein Hochwasser zerstört wurden. 1785 hatte die Ortschaft 14 Häuser und 88 Einwohner, 1828 zählte man 15 Häuser und 92 Einwohner, die als Landwirte beschäftigt waren.
Bis 1918 gehörte der im Komitat Turz liegende Ort zum Königreich Ungarn, kam danach zur Tschechoslowakei beziehungsweise heute Slowakei.

## Bevölkerung
| Jahr                | 1994 | 2004    | 2014    | 2024     |
| ------------------- | ---- | ------- | ------- | -------- |
| Anzahl der Personen | 175  | 187     | 181     | 213      |
| Unterschied         |      | +6,85 % | −3,20 % | +17,67 % |

| Jahr                | 2023 | 2024    |
| ------------------- | ---- | ------- |
| Anzahl der Personen | 212  | 213     |
| Unterschied         |      | +0,47 % |

Nach der Volkszählung 2011 wohnten in Ratkovo 182 Einwohner, davon 179 Slowaken. Drei Einwohner machten keine Angabe zur Ethnie.
149 Einwohner bekannten sich zur Evangelischen Kirche A. B., 20 Einwohner zur römisch-katholischen Kirche sowie jeweils ein Einwohner zu den Mormonen, zu den Zeugen Jehovas sowie zur griechisch-katholischen Kirche zur orthodoxen Kirche und zur reformierten Kirche; ein Einwohner bekannte sich zu einer anderen Konfession. Fünf Einwohner waren konfessionslos und bei vier Einwohnern wurde die Konfession nicht ermittelt.